# قرار مجلس الأمن التابع للأمم المتحدة رقم 1436

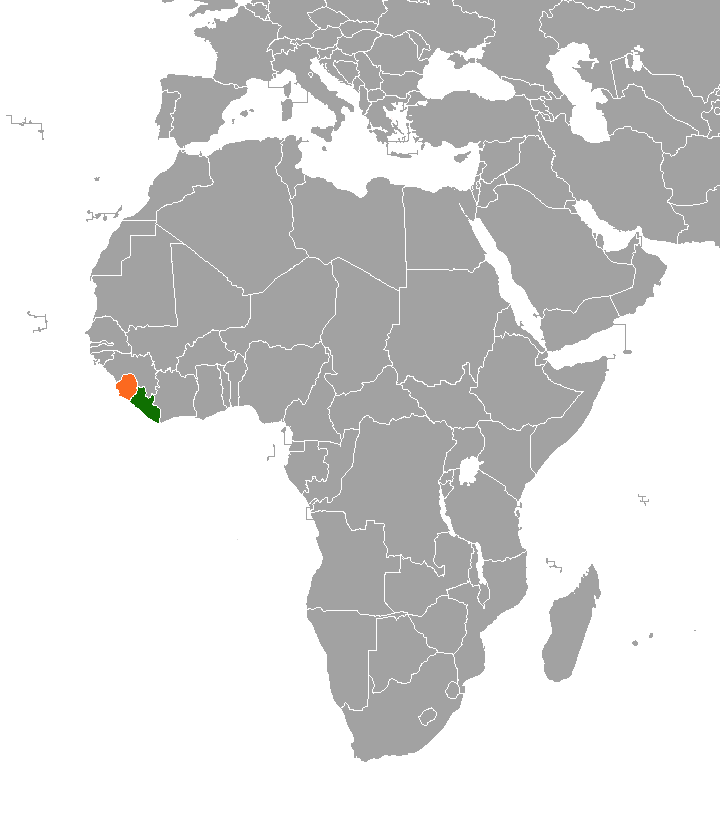
خريطة موقع سيرالون وليبيريا

قرار مجلس الأمن التابع للأمم المتحدة رقم 1436، المتخذ بالإجماع في 24 أيلول / سبتمبر 2002، بعد الإشارة إلى جميع القرارات السابقة بشأن الحالة في سيراليون، مدد المجلس ولاية بعثة الأمم المتحدة في سيراليون لمدة ستة أشهر أخرى تبدأ في 30 سبتمبر 2002.
وكان رئيس سيراليون أحمد تيجان كبه قد طلب التمديد بسبب القتال الدائر في ليبيريا المجاورة والذي هدد عملية السلام.

## القرار

### أعمال
وأشاد مجلس الأمن بجهود الدول المساهمة بقوات في بعثة الأمم المتحدة في سيراليون، وأشار إلى مقترحات الأمين العام كوفي عنان بشأن حجم وهيكل عملية حفظ السلام. وحث بعثة الأمم المتحدة في سيراليون على استكمال المرحلتين 1 و 2 من خطة الأمين العام، بما في ذلك تخفيض حجم القوات في غضون 8 أشهر. وكان هناك قلق من حدوث نقص في المساهمات المالية لبرنامج نزع السلاح والتسريح وإعادة الإدماج.
وأكد القرار على تطوير المؤسسات في سيراليون ورحب بالجهود التي تبذلها حكومة سيراليون لفرض سيطرتها على مناطق تعدين الماس غير المستقرة. وشدد على اتباع نهج شامل لتعزيز شرطة سيراليون ودعم المحكمة الخاصة ولجنة الحقيقة والمصالحة. وحث البلدان الأعضاء في اتحاد نهر مانو على مواصلة الحوار وتنفيذ الالتزامات فيما يتعلق بالسلام والأمن الإقليميين، كما تم تشجيع الجماعة الاقتصادية لدول غرب أفريقيا والمغرب على إيجاد تسوية للأزمة في المنطقة.
وكان الأمين العام يعتزم إيجاد حل للأزمة في ليبريا، وهو ما رحب به المجلس. بالإضافة إلى ذلك، طُلب من الجماعات المسلحة والقوات المسلحة الليبرية الامتناع عن التوغل غير المشروع في سيراليون. ورحب مجلس الأمن بالخطوات التي اتخذتها بعثة الأمم المتحدة في سيراليون لمنع الاعتداء والاستغلال الجنسيين للنساء والأطفال ودعمها لعودة اللاجئين. وأخيراً، سيُبقي الأمين العام الحالة الأمنية والسياسية والإنسانية وحالة حقوق الإنسان في سيراليون قيد الاستعراض.

## روابط خارجية
- نص القرار في undocs.org